# Alpha Team
Алфа тим је српска поп-денс-реп група популарна деведесетих година прошлог века. Издали су три албума.

## Чланови
- Сања Михајловић
- Јован Смиљански
- Душан Ђукић
- Илија Левнаић

## Дискографија

### Албуми
- 1997. Пут до стварности
- 1998. Ноћ вештица
- 1999. Истина